# مجتمع فلمنكي
مجتمع فلمنكي (بالهولندية: Vlaamse Gemeenschap) هو المجتمع الذي يشير للشعب الفلمنكي الذي يعتبر أحد المجتمعات الثلاثة المميزة في بلجيكا مع المجتمعين المجتمع الوالوني والبروكسلي الفرنسي ومع المجتمع الألماني، يتكلم الفلنكيون باللغة الهولندية للفلمنكيين برلمان وحكومة خاصة في بلجيكا تتركز في بروكسل.